# Rataje (ort i Tjeckien, Södra Böhmen)
Rataje är en ort i Tjeckien.   Den ligger i regionen Södra Böhmen, i den centrala delen av landet, 80 km söder om huvudstaden Prag. Rataje ligger 410 meter över havet och antalet invånare är 210.
Terrängen runt Rataje är huvudsakligen platt. Rataje ligger nere i en dal. Runt Rataje är det ganska glesbefolkat, med 23 invånare per kvadratkilometer. Närmaste större samhälle är Tábor, 16,9 km öster om Rataje. I omgivningarna runt Rataje växer i huvudsak blandskog.